# 天山黄耆
天山黄耆（学名：Astragalus lepsensis）为豆科黄芪属的植物。分布于俄罗斯以及中国大陆的新疆等地，生长于海拔2,100米至2,600米的地区，常生于山坡林缘，目前尚未由人工引种栽培。

## 异名
- Astragalus lepsensis Bunge var. leduensis Y. H. Wu